# Bitwa o Tobago
Zdobycie Tobago – starcie zbrojne, które miało miejsce w roku 1677 w trakcie wojny Francji z koalicją.
Dnia 20 lutego 1677 francuska eskadra składająca się z 3 okrętów liniowych, 3 fregat, 3 jachtów i 1 brandera pod dowództwem wiceadmirała Jean d’Estréesa popłynęła ku wyspie Tobago. Dowodzący obroną wyspy holenderski admirał Jacob Binckes dysponował 3 okrętami liniowymi, 3 fregatami oraz 3 jachtami (700 ludzi). Dnia 21 lutego Francuzi wysadzili desant liczący 950 ludzi i rozpoczęli ostrzeliwanie fortu. Dnia 3 marca Francuzi przypuścili 2 ataki, zostali jednak odparci tracąc 200 ludzi. W tej sytuacji Jean d’Estrées nakazał swoim ludziom powrót na okręty. Eskadra francuska podpłynęła wówczas do znajdujących się w porcie jednostek holenderskich. W wyniku bitwy, większość okrętów holenderskich została spalona (zginęło 350 Holendrów). Francuzi stracili jeden okręt i 500 ludzi. Dnia 11 marca Francuzi odpłynęli do Francji.
- Bitwa pod Tobago

W październiku 1677 r. flota francuska licząca 13 fregat powróciła w rejon Tobago. 6 grudnia ponownie wysadzono desant w sile 1 500 ludzi. Dnia 11 grudnia Francuzi rozpoczęli ostrzał fortu. W trakcie bombardowania wybuch pocisku spowodował eksplozję magazynu prochu, w wyniku którego zginął dowódca holenderski Jacob Binckes i kilku oficerów. Pozbawieni dowództwa Holendrzy (350 ludzi) nie byli w stanie oprzeć się atakowi przeciwnika, który w wyniku ostatecznego szturmu zdobył fort.